# Sénateurs de la 1ère législature du Cameroun
Les premières élections sénatoriales camerounaises ont été organisées le 14 avril 2013. Soixante-dix sénateurs ont été élus au terme du scrutin indirect, dont 56 issus du parti au pouvoir le RDPC et 14 du SDF, principal parti d'opposition. Le nombre des sénateurs a été complétés à 100 avec la nomination par le président de la République le 8 mai 2013 de 30 autres sénateurs.

## Liste complète des 100 sénateurs[3]

### Extrême Nord
1. Abba Boukar (élu)
2. Alioum Alhadji Hamadou (élu)
3. Mme Djakaou née Foutsou Julienne (élue)
4. Mahamat Abdoulkarim (élu)
5. Mme Zakiatou epouse Sale (élue)
6. Abdoulaye Wouyack Marava (élu)
7. Amrakaye Martin (élu)
8. Mahamat Bahar Marouf (nommé)
9. Baskouda Jean Baptiste (nommé)
10. Dakolé Daïssala (nommé)

### Adamaoua
1. Aboubakar Siroma (élu)
2. Maikano Abdoulahi (élu)
3. Haman Paul (élu)
4. Maande Paul (élu)
5. Nguiebe Joël (élu)
6. Mme Haoua Madeleine (élue)
7. Ahmadou Tidjiani (élue)
8. Baba Hamadou (nommé)
9. Moussa Sabo (nommé)
10. Mohaman Gabdo (nommé)

### Nord-Ouest
1. Achidi Achu Simon (élu)
2. Wallang David Akwo (élu)
3. Dinga Ignatius (élu)
4. Mme Enoh Lafon (60 ans presque)
5. Wanlo John (élu)
6. Awanga Zacharie (élu)
7. Jikong Stephen Yerima (élu)
8. Fon Doh Ganyonga III (nommé)
9. Nkwain Francis (nommé)
10. Fon Teiche Nje II (nommé)

### Ouest
1. Tsomelou Jean (élu)
2. Tantse Tagne Bernard (élu)
3. Tatchouang Paul (élu)
4. Mme Metiedje Nguifo Tchetagne Delphine (élue)
5. Sonkin Etienne (élu)
6. Tchomnou Raoul (élu)
7. M. Nono (élu)
8. Ibrahim Mbombo Njoya (nommé)
9. Djomo Kamga Honoré (nommé)
10. Niat Njifenji Marcel (nommé)

### Sud-Ouest
1. Tabe Tando Ndiep Nso (élu)
2. Ankie Affiong Rebecca Amah (élue)
3. Njifua Lucas Fontem (élu)
4. Matute Daniel (élu)
5. Mme Ntube Agnès Ndode (élue)
6. Otte Andrew Moffa (élue)
7. Mbella Moki Charles (élu)
8. Mafany Musonge Peter (nommé)
9. Fon Mukete Essimi Ngo Victor (nommé)
10. Chief Anja Simon Onjwo (nommé)

### Sud
1. Medjo Delphine (élue)
2. Zang Oyono (élue)
3. Obam Assam (élue)
4. Mba Mba Grégoire (élue)
5. Eloumba Medjo Thérèse (élue)
6. Nnanga Ndoume (élue)
7. Mbita Mvaebeme Raymond (élu)
8. Ngalli Ngoa Pierre Henri (nommé)
9. Menye Ondo François Xavier (nommé)
10. Bisseck Paulette (nommée)

### Littoral
1. Tjoues Geneviève (élue)
2. Tobbo Eyoum Thomas (élu)
3. Din Bell Armande (élu)
4. Mbassa Ndine Roger Victor (élu)
5. Kingué Simon (élu)
6. Ebongue Jean Jules (élu)
7. Kemayou Claude (élu)
8. Madiba Songue (nommé)
9. Etame Massoma Siegfried (nommé)
10. Ngayap Pierre Flambeau (nommé)

### Centre
1. Naah Ondoa Sylvestre (élu)
2. Mama Jean Marie (elu)
3. Anong Adibimé Pascal (élu)
4. Bell Luc René (élu)
5. Nicole Okala (élu)
6. Essomba Tsoungui Elie (élu)
7. Nnemdé Emmanuel (élu)
8. Nkodo Laurent (nommé)
9. Ondoua Pius (nommé)
10. Pongmoni Jean Marie (nommé)

### Nord
1. Youssoufa Daoua (élu)
2. Namio Pierre (élu)
3. Mme Asta Yvonne (élue)
4. Ahmadou Alim (élu)
5. Amidou Maurice (élu)
6. Mme Adamou née Doudou (élue)
7. Bebnone Payounni (élue)
8. Aboubakary Abdoulaye (nommé)
9. Hayatou Aicha Pierrette (nommée)
10. Hamadou Abbo (nommé)

### Est
1. Salé Charles (élu)
2. Tokpanou Isabelle (élue)
3. Ouli Ndongo Monique (élue)
4. Ndanga Ndinga Badel (élu)
5. Amama Amama Benjamin (élu)
6. Moampea Marie Claire (élue)
7. Mboundjo Jean (élu)
8. Matta Joseph Roland (nommé)
9. Zé Nguelé René (nommé)
10. Aboui Marlyse (nommée)